# Flotar es caer
«Flotar es caer» corresponde a una canción del grupo de rock alternativo chileno, Lucybell. Es el primer sencillo del disco Lucybell. 
Esta canción cuenta con videoclip. 
«Flotar es caer» fue compuesta por Lucybell, y las letras escritas por Claudio Valenzuela.
Es el tema número 1 del disco Lucybell.